# طيران الشرق الأقصى الرحلة رقم 104
طيران الشرق الأقصى الرحلة 104 كانت رحلة قصيرة المدى من مطار كاوهسيونغ الدولي إلى مطار تايبيه سونغشان في تايوان، وكانت تُشغّل بطائرة هاندلي بيج دارت هيرالد 201. تحطمت الطائرة في 24 فبراير 1969 أثناء اقترابها لإجراء هبوط اضطراري في مطار تينان في تايوان.

## الطائرة
الطائرة التي شغلت الرحلة 104 من طراز هاندلي بيج دارت هيرالد 201، رقم التسلسل MSN 157، ومسجلة برقم B-2009. صُنعت الطائرة عام 1963 في مطار رادليت بالمملكة المتحدة تحت رقم التسجيل G-APWI. بعدها انتقلت ملكيتها إلى خطوط جيرسي الجوية، تلاها شركة الخطوط الجوية المتحدة البريطانية، ثم شركة BUIA، قبل أن تشتريها شركة طيران الشرق الأقصى.

## الحادث
في 24 فبراير 1969، قامت الطائرة B-2009 بتنفيذ رحلة FE104 التي أنهت عطلة مهرجان الربيع، وكانت من مطار كاوهسيونغ الدولي إلى مطار تايبيه سونغشان. أقلعت الرحلة في الساعة 12:03 ظهرًا، بعد تأخير قدره 13 دقيقة من موعد الإقلاع الأصلي عند 11:50 صباحًا. بعد عشر دقائق من الإقلاع، أبلغ القبطان برج مطار تاينان بحدوث عطل في المحرك. فقد تعطل المحرك الأيسر للطائرة، مما تسبب في دوران مروحة المحرك بحرية وهبوط الطائرة بشكل طفيف. قرر طاقم الطائرة التوجه إلى مطار تينان في مدينة تينان. وبعد لحظات من الحصول على تصريح للهبوط الاضطراري، مرت الطائرة فوق منطقة غابية، وهبطت على بطنها في فسحة صغيرة وانزلقت إلى جدول مائي. تحطمت الطائرة إلى ثلاثة أجزاء واشتعلت فيها النيران، مما أدى إلى وفاة جميع من كانوا على متنها.

## السبب
يُعتقد أن سبب الحادث كان تعطل محرك أثناء الطيران. فشل الطاقم في تثبيت شفرات المروحة التي كانت تسبب مقاومة هوائية عالية، مما أدى إلى فقدان السيطرة على الطائرة.